# Das Philosophische Quartett
Ne doit pas être confondu avec Das Literarische Quartett.
Das Philosophische Quartett (le « Quatuor philosophique ») est une émission de télévision allemande diffusée tous les deux mois sur la chaîne de télévision ZDF.
Ce talk show culturel lancé en 2002 est animé par les philosophes Peter Sloterdijk et Rüdiger Safranski. À chaque émission, les animateurs reçoivent divers invités de la scène culturelle allemande (notamment en philosophie et en littérature) pour débattre de nouvelles publications durant soixante minutes. Le programme s'arrête le 26 mars 2012.

## Invités
| - Martin Walser - Michael Krüger - Juli Zeh - Joschka Fischer - Frank Schätzing - Werner Sobek - Joseph Vogl - Daniel Cohn-Bendit - Michael Naumann - Volker Schlöndorff | - Gerhard Roth - Hans-Ulrich Wehler - Egon Bahr - Durs Grünbein - Peter Bieri - Wolfgang Rihm - Monika Maron - Michael Stürmer - Harald Welzer - Ines Geipel | - Reinhold Messner - Heribert Prantl - Wilhelm Schmid - Frank A. Meyer - Matthias Matussek - Fritz J. Raddatz - Jan Assmann - Claus Peymann - Reinhard Kahl (de) - Hans-Olaf Henkel |